# Chetang Ridge
Chetang Ridge är en ås i Kanada.   Den ligger i provinsen Alberta, i den centrala delen av landet, 3 200 km väster om huvudstaden Ottawa.
Trakten runt Chetang Ridge består i huvudsak av gräsmarker. Trakten runt Chetang Ridge är nära nog obefolkad, med mindre än två invånare per kvadratkilometer.